# 柏市立柏中学校
柏市立柏中学校（かしわしりつ かしわちゅうがっこう）は、千葉県柏市明原四丁目にある公立中学校。愛称、略称は「柏中」（かしわちゅう・はくちゅう）。

## 概要
現在の柏市内で最初期に設立された3つの中学校（他は柏市立土中学校と柏市立田中中学校）の一つであり、創立から70周年を超える。昭和中期には東京のベッドタウンとして発展した柏市の人口増と連動するように生徒数が増え、最盛期の昭和39年(1964年)には全校生徒2400人(52クラス)を超えるマンモス校だった。また昭和63年(1988年)には在籍生徒数日本一となったこともあるが、5度にわたる学校分離が行われ、全校生徒500名前後で推移している。その為、学校の敷地も広くグラウンドや、実技教科の教室（音楽室、美術室、家庭科室、技術室）が各二つずつある。
主に柏市立柏第一小学校および柏市立旭東小学校の児童が進学する校区となっている。部活動では、1980年に剣道部が女子の部で全国優勝を果たしている他、野球部が市内屈指の強豪で県大会に優勝し、吹奏楽部も東関東大会などに出場している。運動系の部活動が盛んであり、特に東葛飾地方中学校駅伝競走大会では、通算優勝回数最多だった。
市内最大規模の敷地面積を誇ることから、老朽化した上に敷地が狭く建て替えが難航している柏第一小学校および、旭東小学校の両方を取り込み、令和10年(2028年)4月に小中一貫の義務教育学校を開校させる計画が進められている。

## 校訓
主に、自学・勤労・健康・礼儀を校訓としている。講演会等で招いた講師の名言を横断幕にしたものが存在する。また、「地域と共にある学校」をスローガンにしており体育館や昇降口に飾られている。

## 行事
体育祭は、毎年9月の第1週に行う。ただし、始業式が水曜日以降になると2週目になることが多い。
柏翔祭（合唱祭）は10月下旬に柏市民文化会館にて行っていたが、近年は体育館で行われている。2022年は3年ぶりに文化会館での開催が実現した。

## 校歌

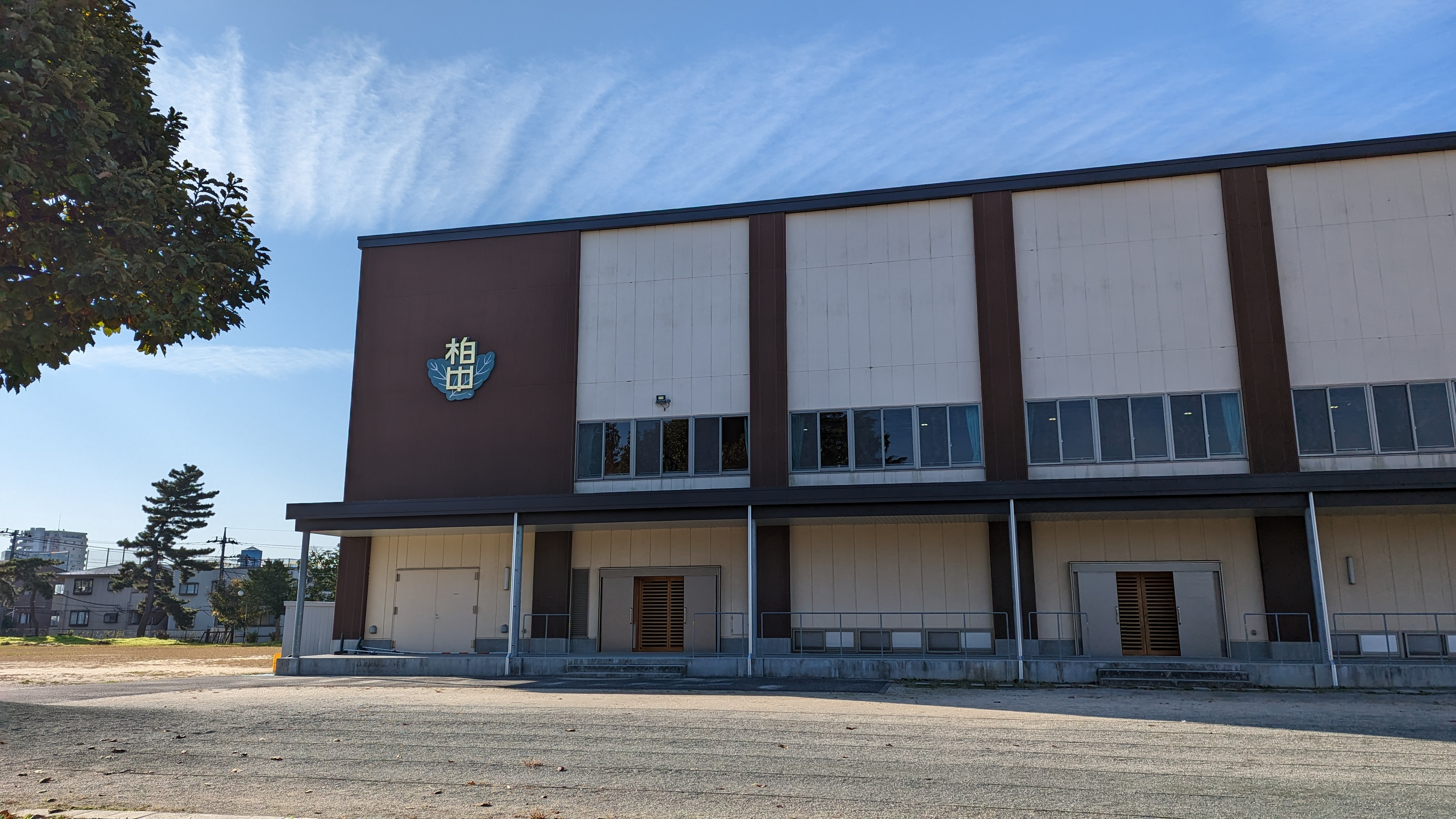
千葉県柏市立柏中学校体育館

- 作詞：臼井守
- 作曲：城田又兵衛

校歌の他に柏中みんなの歌として「風と私とあなたと」（作詞：卒業生、作曲：田嶋勉）も歌われる。

## 沿革
- 1947年（昭和22年）5月1日 - 柏町立柏中学校創立。当初は柏市立柏第一小学校内に開設された。
- 1948年（昭和23年）8月 - 現在地に新校舎落成。
- 1950年（昭和25年）4月 - 柏中学校校舎第2期工事落成。
- 1950年（昭和25年）4月 - 第1次校地整備計画実施。
- 1950年（昭和25年）4月 - 第2次校地整備計画実施。
- 1952年（昭和27年）9月 - 講堂落成式を行う。
- 1954年（昭和29年）9月 - 町村合併により市制が施かれ東葛市立柏中学校となる。
- 1954年（昭和29年）11月 - 市会において柏市と市名変更し柏市立柏中学校となる。
- 1962年（昭和37年）4月 - 旧鉄筋校舎落成。
- 1967年（昭和42年）4月 - 柏市立光ヶ丘中学校 分離。
- 1972年（昭和47年）4月 - 柏市立柏第三中学校 分離。
- 1977年（昭和52年）4月 - 柏市立柏第五中学校 分離。
- 1979年（昭和54年）4月 - 柏市立西原中学校 分離。
- 1990年（平成2年） 4月 -  柏市立豊四季中学校 分離。
- 1997年（平成9年） 6月 - 創立50周年記念行事。
- 2001年（平成13年）2月 - 新校舎落成・新校舎での教育活動開始。
- 2015年（平成27年）1月 - 屋内運動場（体育館）建替え工事施工。
- 2020年（令和2年）6月 - コミュニティースクール開設。

## 著名な出身者
- 高木ブー（タレント・ザ・ドリフターズ）
- 谷沢健一（プロ野球選手）
- 関かおり（俳優）
- 今村文男（元50キロ競歩オリンピック代表）
- パッパラー河合（歌手・爆風スランプ）
- JHETT a.k.a.YAKKO for AQUARIUS（ミュージシャン）
- 松井章圭（空手家・極真会館館長・実業家）
- 湯澤綾人（フィギュアスケート選手）
- 12代式守錦太夫（幕内格行司）

## 交通アクセス
- JR常磐線・東武野田線柏駅下車、徒歩12分。
- 東武バス 柏中学校前バス停下車、徒歩1分・明原三丁目バス停下車、徒歩3分・柏中学校入口バス停下車、徒歩5分。

## 周辺
- 豊四季台近隣センター
- 柏市立柏第一小学校
- 柏市立柏第二小学校
- 柏市立旭小学校
- 柏市立旭東小学校
- 千葉県立東葛飾高等学校
- 気象大学校